# 극장판 초 가면라이더 덴오 & 디케이드 네오 제너레이션즈: 도깨비 섬의 전함
극장판 초 가면라이더 덴오 & 디케이드 네오 제너레이션즈: 도깨비 섬의 전함(일본어: 劇場版 超・仮面ライダー電王＆ディケイド ＮＥＯ ジェネレーションズ 鬼ヶ島の戦艦 게키조반 초 카멘라이다 덴오 안도 디케이도 네오 제네레숀즈 오니가시마노 센칸[*])은 일본 토에이가 제작한 특촬물 《가면라이더 덴오》 및 《가면라이더 디케이드》의 극장판으로 2009년 5월 1일 일본에서 개봉했다. 《가면라이더 덴오》의 네번째 극장판이자 초덴오 시리즈의 첫 번째 작품으로, 《가면라이더 덴오》를 바탕으로 한 새로운 이야기가 전개된다. 공식 스토리 상으로는 《가면라이더 디케이드》의 덴오의 세계에서 이어지는 내용을 담고 있다. 개봉 첫주 4위의 흥행 성적을 기록하였다.